# Leon Mazzone
Pour les articles homonymes, voir Mazzone.
Leon Mazzone, né le 13 décembre 1996, à Ramsey, est un coureur cycliste britannique.

## Biographie
Leon Mazzone est originaire de Ramsey, une localité située sur l'île de Man. Il commence le cyclisme dès l'âge de trois ans avec son frère aîné Tom, qui pratique également ce sport. Après des débuts en BMX, il passe aux compétitions sur route à sept ans. 
Lors des Jeux des Îles de 2013, il remporte une médaille de bronze en VTT, alors qu'il n'est qu'en première année junior. Il rejoint ensuite le club belge ILLI-Bikes en 2015 pour ses débuts espoirs (moins de 23 ans). Durant cette saison, il décroche une nouvelle médaille de bronze aux Jeux des Îles dans la course en critérium, sous les couleurs de l'île de Man. 
En 2017, il obtient diverses places d'honneur dans des courses irlandaises,. L'année suivante, il intègre la nouvelle équipe continentale irlandaise Holdsworth, en compagnie de son frère Tom. Il porte les couleurs de l'île de Man aux Jeux du Commonwealth, où il se classe 34e de la course en ligne.

## Palmarès et résultats

### Palmarès par année
- 2013
  -  Médaillé de bronze du VTT cross-country aux Jeux des Îles
- 2015
  -  Médaillé de bronze du critérium aux Jeux des Îles
- 2023
  - 2e du Colne Grand Prix

### Classements mondiaux
| Année         | 2018 |
| ------------- | ---- |
| UCI Asia Tour | 701e |